# Андрієнко Дмитро Панасович
Андрієнко Дмитро Панасович (10 липня 1934 — 24 червня 2011) — український астроном, Доктор фізико-математичних наук, професор. Академік-засновник АН ВШ України (1992).

## Біографія
Народився у селі Водотиї Брусилівського району Житомирської області.
- У 1956 р. закінчив фізичний факультет Київського університету.
- У 1956—1960 рр. — інженер-дослідник Полярної станції на мисі Шмідта (Магаданської обл., РСФСР).
- з 1960 — у Київському університеті  р.: лекційний асистент, старший науковий співробітник, доцент, професор.
- У 1972—1975 рр. працював професором Алжирського університету.

## Наукові досягнення
- уперше в СРСР сконструював апаратуру для визначення висот полярних сяйв та виконав їх числові вимірювання.
- Обґрунтував ідею і розробив математичну модель спалаху блиску комет внаслідок впливу на них потоків сонячного вітру.
- Розробив і вперше використав нову теорію балістичної кумуляції кометних порошинок, яка дозволяє обґрунтувати виникнення активних процесів в атмосферах комет — спалахів блиску, утворення антихвостів та інших локальних явищ (разом з І. Г. Міщишиною).
- Створив та видав каталоги фізичних характеристик комет за період 1976—1985 рр.
- Під його керівництвом розроблено та створено першу вітчизняну автоматизовану супутникову апаратуру для дослідження озону в атмосфері Землі, що працювала на ряді штучних супутників Землі типу «Космос» та «Метеор».

Автор та співавтор 3 монографій та понад 190 наукових праць. Член Міжнародного Астрономічного Союзу (1971). Голова секції астрономії науково-технічної ради Міністерства вищої та середньої спеціальної освіти УРСР (1963—1992). Голова секції астрономії Науково-методичної ради з фізики Міністерства освіти та науки України (1983—1999).